# 12th Anniversary Show
12th Anniversary Show foi um evento pay-per-view de luta profissional transmitido pela internet (iPPV) realizado pela Ring of Honor, que ocorreu no dia 21 de fevereiro de 2014 no National Guard Armory na cidade de Filadélfia, Pensilvânia. Esta foi a décima segunda edição da cronologia do Anniversary Show e a quarta em formato de ipay-per-view. O evento marcou o 12º aniversário da Ring of Honor.

## Antes do evento
12th Anniversary Show teve combates de luta profissional envolvendo diferentes lutadores com rivalidades e e histórias pré-determinadas que se desenvolveram no Ring of Honor Wrestling — programa de televisão da Ring of Honor (ROH). Os lutadores interpretaram um vilão ou um mocinho seguindo uma série de eventos para gerar tensão, culminando em várias lutas.

## Resultados
| No.                            | Resultados                                                                                                  | Estipulação                                            | Duração |
| ------------------------------ | --- | ------------------------------------------------------ | ------- |
| Dark                           | Caprice Coleman derrotou Amasis                                                                             | Luta individual                                        | 05:01   |
| 1                              | Matt Taven derrotou Silas Young                                                                             | Luta individual                                        | 06:49   |
| 2                              | The Decade (Roderick Strong, BJ Whitmer e Jimmy Jacobs) derrotou Mark Briscoe, Adam Page e Cedric Alexander | Luta de trios                                          | N/A     |
| 3                              | Tommaso Ciampa (c) derrotou Hanson                                                                          | Luta individual pelo ROH World Television Championship | 06:42   |
| 4                              | Michael Elgin derrotou Raymond Rowe                                                                         | Luta individual                                        | 12:40   |
| 5                              | Jay Briscoe (c) derrotou Michael Bennett (com Maria Kanellis)                                               | Luta individual pelo "Real" World Championship         | 10:44   |
| 6                              | reDRagon (c) (Bobby Fish e Kyle O'Reilly) derrotou Adrenaline Rush (ACH e Tadarius Thomas)                  | Luta de duplas pelo ROH World Tag Team Championship    | N/A     |
| 7                              | A.J. Styles derrotou Jay Lethal                                                                             | Luta individual                                        | 18:14   |
| 8                              | Adam Cole (c) derrotou Chris Hero                                                                           | Luta individual pelo ROH World Championship            | 18:18   |
| 9                              | Kevin Steen derrotou Cliff Compton                                                                          | Luta Philadelphia Street Fight                         | 20:28   |
| (c) - Campeão(s) antes da luta | |                                                        |         |